# Arthur Morgan (Red Dead)
Arthur Morgan je postava a hlavní hratelný protagonista videohry Red Dead Redemption 2. Jako vysoký člen gangu Van der Linde se Arthur potýká s úpadkem Divokého západu a snaží se přežít proti vládním silám a dalším protivníkům ve fiktivním zobrazení americké hranice. Ztvárňuje ho Roger Clark pomocí technologie performance capture.

## Pozadí
Rockstar Games se rozhodlo zaměřit hru na jednu postavu, aby ji bylo možné sledovat více osobně, což považovalo za vhodnější pro narativní strukturu westernu. Arthur Morgan začíná silný, ale jeho světový názor je zpochybněn, čímž narušuje narativní klišé. Roger Clark chtěl hrát Arthura tak komplexním způsobem, aby si hráč mohl vybrat jakoukoli cestu a stále to dávalo smysl. Inspiroval se herci jako Toširó Mifune, John Wayne a Rob Wiethoff, který hrál Johna Marstona v této hře a jejím předchůdci.

## Ohlasy
Arthur Morgan sklidil chválu od kritiků, kteří nejčastěji oceňovali jeho komplexnost a cestu k vykoupení. Recenzenti ho chválili za to, že oživil svět a ostatní postavy, a zařadili ho mezi nejikoničtější postavy videoher. Za svou práci získal Clark řadu nominací a byl oceněn cenou za nejlepší výkon na Game Awards.